# Paraná Clube
Az Paraná Clube, röviden Paraná, egy brazil labdarúgócsapat. 1989-ben hozták létre Curitiba városában. Az együttes a Paranaense bajnokságban és a Série B-ben szerepel.

## Története
A csapatot 1989. december 19-én két egyesület fúziójával hozták létre. Az Esporte Clube Pinheiros (háromszor nyerte meg az állami bajnokságot (1967-ben még Savóia FC Água Verde néven, majd 1984-ben és 1987-ben)), és a  Colorado Esporte Clube (1980-ban végzett az állami bajnokság élén)).

## Sikerlista

### Állami
- 7-szeres Paranaense bajnok: 1991, 1993, 1994, 1995, 1996, 1997, 2006